# Mirabella (telenovela)
Mirabella é uma telenovela filipina exibida pela ABS-CBN entre 24 de março e 4 de julho de 2014. Estrelado por Julia Barretto e Enrique Gil, e com atuação antagônica de Sam Concepcion, Mika dela Cruz e Mylene Dizon

## Elenco

### Elenco principal
- Julia Barretto como Mira Amarillo / Bella Arboleda
- Enrique Gil como Jeremy Palmera
- Pokwang como Mimosa "Osang" Balete
- Mylene Dizon como Olive Flores-Robles
- John Lapus como Rafael "Paeng" Amarillo
- James Blanco como Alfred Robles
- Sam Concepcion como Terrence Laurel
- Mika dela Cruz como Iris Robles
- Gloria Diaz como Lucia Magnolia Flores

### Elenco secundário
- Arlene Muhlach como Dahlia
- DJ Durano como Manuel Laurel
- Liza Diño como Aster Palmera-Laurel
- Makisig Morales como Jefferson
- Diego Loyzaga como Dave Castillo
- Jose Sarasola como Benson
- Marvin Yap como Adonis
- Greggy Santos como Edward Chavez
- Alora Sasam como Marigold
- Nikki Bagaporo como Hasmin Bonifacio
- Noemi Oineza como Lilac
- Alexandra Macanan como Violet
- Marinella Sevidal como Rose
- Ryle Paolo Santiago como Rafael Guzman
- Paulo Angeles como Nico

### Participação especial
- Dimples Romana como Daisy Arboleda

## Exibição
| País           | Emissora             |
| -------------- | -------------------- |
| Filipinas      | ABS-CBN              |
| Estados Unidos | The Filipino Channel |
| Canadá         | The Filipino Channel |
| Europa         | The Filipino Channel |
| Japão          | The Filipino Channel |
| Hong Kong      | The Filipino Channel |
| Indonésia      | The Filipino Channel |
| Austrália      | The Filipino Channel |